# WTA Challenger Chicago
Das WTA Challenger Chicago (offiziell: Oracle Challenger Series – Chicago) ist ein Damen-Tennisturnier der WTA Challenger Series, das in der Stadt Chicago, Vereinigte Staaten, ausgetragen wird.

## Siegerliste

### Einzel
| Jahr                         | Siegerin         | Finalgegnerin | Ergebnis      |
| ---------------------------- | ---------------- | ------------- | ------------- |
| 2018                         | Petra Martić     | Mona Barthel  | 6:4, 6:1      |
| 2019–2020: nicht ausgetragen |                  |               |               |
| 2021                         | Clara Tauson     | Emma Raducanu | 6:1, 2:6, 6:4 |
| 2022: nicht ausgetragen      |                  |               |               |
| 2023                         | Wiktorija Tomowa | Claire Liu    | 6:1, 6:4      |

### Doppel
| Jahr                         | Siegerinnen                    | Finalgegnerinnen                | Ergebnis |
| ---------------------------- | ------------------------------ | ------------------------------- | -------- |
| 2018                         | Mona Barthel Kristýna Plíšková | Asia Muhammad Maria Sanchez     | 6:3, 6:2 |
| 2019–2020: nicht ausgetragen |                                |                                 |          |
| 2021                         | Eri Hozumi Peangtarn Plipuech  | Mona Barthel Hsieh Yu-chieh     | 7:5, 6:2 |
| 2022: nicht ausgetragen      |                                |                                 |          |
| 2023                         | Ulrikke Eikeri Ingrid Neel     | Cristina Bucșa Alexandra Panowa | Walkover |